# Сан-Августин (округ, Техас)
Шаблон:StateAbbr_ 31°24′ пн. ш. 94°11′ зх. д. / 31.4° пн. ш. 94.18° зх. д.
Округ Сан-Августин (англ. San Augustine County) — округ (графство) у штаті Техас, США. Ідентифікатор округу 48405.

## Історія
Округ утворений 1837 року.

## Демографія
За даними перепису 2000 року загальне населення округу становило 8946 осіб, усе сільське. Серед мешканців округу чоловіків було 4288, а жінок — 4658. В окрузі було 3575 домогосподарств, 2521 родин, які мешкали в 5356 будинках. Середній розмір родини становив 2,93.
Віковий розподіл населення поданий у таблиці:
| Стать    | До 15 років | 15-21 | 22-29 | 30-39 | 40-49 | 50-65 | 65-85 | Понад 85 |
| -------- | ----------- | ----- | ----- | ----- | ----- | ----- | ----- | -------- |
| Чоловіки | 927         | 383   | 319   | 491   | 567   | 801   | 726   | 74       |
| Жінки    | 812         | 385   | 355   | 546   | 574   | 873   | 908   | 205      |

## Суміжні округи
- Шелбі — північ
- Сабін — схід
- Джеспер — південь
- Анджеліна — південний захід
- Накодочес — захід

## Виноски
1. ↑  U.S. Decennial Census. United States Census Bureau. Процитовано 10 травня 2015.
2. ↑  Texas Almanac: Population History of Counties from 1850–2010 (PDF). Texas Almanac. Процитовано 10 травня 2015.
3. ↑  State & County QuickFacts. United States Census Bureau. Архів оригіналу за 18 жовтня 2011. Процитовано 24 грудня 2013. [Архівовано 2011-10-18 у Wayback Machine.](англ.) Наведено за англійською вікіпедією.
4. ↑  American FactFinder. Бюро перепису населення США. Архів оригіналу за 26 лютого 2012. Процитовано 31 січня 2008. [Архівовано 2008-05-21 у Wayback Machine.]

| США | Це незавершена стаття з географії США. Ви можете допомогти проєкту, виправивши або дописавши її. |